# Аральский район
Аральский район (каз. Арал ауданы) — административная единица в составе Кызылординской области Казахстана. Районный центр — город Аральск. Основан в 1928 году. Расположен в северо-западной части области. На востоке граничит с Казалинским районом, на западе — с Актюбинской областью, на севере — с Карагандинской областью, на юге — с Каракалпакстаном. По территории района протекает река Сырдарья. В Аральском районе находится большая часть Аральского моря.

## История
На территории района расположены стоянки эпохи неолита и памятники эпохи бронзы Ак-Еспе, Шокы-Су, Шелги-Загем, Коксу, Сары-Шыганак, Жаксы-Кылыш, стоянки у станций Сапак, Саксаульская, Камысты-Бас и около города Аральска. В низовьях реки Сырдарья расположен памятник эпохи поздней бронзы — могильник Тогускен.
В низовьях Сырдарьи жили саки и яксарты, традиционно именуемые массагетами, парадарайя (заречные саки). Они имели довольно высокую культуру, о чём свидетельствует остатки крупных ирригационных сооружений, развалины городов, надгробные памятники, надписи и др.
Большая часть сегодняшнего Аральского района принадлежала сакам-массагетам, другая её часть входила в состав государства кангюйев (канглы).
Во времена миграции гуннов на запад их орды достигли низовьев Сырдарьи. В 93 году н. э. часть гуннов, осевшая в Приаралье, образовывает государство «белых гуннов» — эфталитов. От западных гуннов во время их движения в Европу отделилась группа, занявшая Трансоксанию, то есть область между реками Амударья и реки Сырдарья. Эта группа именуется эфталитетами. Именно они в 427 году напали на Индию; в результате набегов и завоеваний им удалось создать государство, в которое вошли Северо-Западная Индия, часть Средней Азии, Восточного Ирана и Афганистана. Позднее гунны перемещаются с сырдарьинских земель на Волгу, проникают затем на равнины Венгрии под предводительством Аттилы. В VIII веке Среднюю Азию и юг Казахстана покорили арабы, которые распространяли здесь Ислам. На арабский язык переводились сочинения знаменитых учёных древности. В IX—X вв. в районе среднего и нижнего течения р. Сырдарьи складывается раннефеодальное государство огузских племен. В объединение огузов входили тюркоязычные племена кочевников и земледельцев. К городам огузов и кипчаков относится Жент-Жанкала и Чирик-Рабат. В конце X в. на Сырдарье своё влияние распространили сельджуки. В 955 году родоначальник правящей династии сельджуков поселился со своими приверженцами в г. Женте. После нашествия монголов берега Сырдарьи опустели, остались без присмотра сады и поля. Земледельцы и ремесленники были уведены в плен и проданы в разные страны, а на месте цветущих городов остались одни развалины. Земледелие пришло в упадок. Создаваемая веками культура, сырдарьинская цивилизация погибли.
После образования в 1243 году Золотой Орды территории от Арала до Хорасана, включая сырдарьинский регион, юридически закреплялись как южные границы государство Батый. В периоды правления ордынских ханов города вдоль Сейхундарьи (старое название Сырдарьи) приходили в упадок. В середине XVI века правый берег Сырдарьи находился под властью Казахского ханства. К этому времени окончательно вымерли многие города региона. В «Книге большого чертежа», составленной в 1600 году, упоминается, что в среднем течении Сырдарьи и в местностях, лежащих севернее от неё на 600 вёрст, жили казахи. В годы «Великого бедствия» (1723—1727.) беженцы из восточных, северо-восточных и центральных земель находили приют в районе Сырдарьи. С принятием подданства России ханом Абулхаиром все земли закрепились за Россией, в том числе и территория сегодняшнего Аральского района Кызылординской области.
Для освоения Южного Казахстана в 1847 году царское правительство создало Аральское укрепление в дельте Сырдарьи. В 1905 году основан город Аральск.
15 января 1938 Аральский район Актюбинской области передан в состав Кзыл-Ординской области.
На территории района в период с 1942 до 1992 на острове Возрождения в Аральском море действовала советская биохимическая лаборатория. По неподтверждённым данным, на острове в течение всего периода проводились испытания микробиологического (бактериологического) оружия.
Максимальный уровень развития экономического и социального развития Аральского района был достигнут в 1970-х годах, перед началом резкого снижения уровня моря.
Ещё в 1950—1960-х годах в Верховном совете Казахской ССР обсуждался вопрос создания Аральской области как административно-территориальной единицы (состоящей из Аральского, Казалинского, Кармакчинского районов Кзыл-Ординской области и Челкарского района Актюбинской области). Основными отраслями экономики области должны были стать добыча и переработка нефти (на востоке Аральского и Казалинского районов возле аулов Абай и Оразбай), добыча и первичное обогащение железной руды (полуостров Шубартарауз на побережье Аральского моря), добыча сульфата натрия (поваренная соль) и мирабилита (сырьё для получения легированных сталей), рыболовство и рыбопереработка, судоходство, животноводство, растениеводство. Проблему нехватки пресной воды предполагалось решить с помощь атомных опреснителей (аналогично тому, как это реализовано на полуострове Мангышлак). Однако в связи с прогрессирующим усыханием Аральского моря в 1980-х и экономической деградацией региона этот проект не был реализован.

## Современность
В 1998 году геологическая экспедиция обнаружила залежи кварцевого песка на территории Аральского района в урочище Саршокы. Особенности этого песка — особая природная чистота, отсутствие глинистой составляющей, минимальное содержание природных пигментов, что позволяет без обогащения использовать его для производства прозрачного сортового стекла. Содержание кварца составляет в нём 95 %, что соответствует госстандарту «песок кварцевый молотый для стекольной промышленности». Учтённые запасы песка составляют около шестнадцати миллионов тонн. Алматинская фирма «Латон-маркет» открыла на станции Чумыш близ Аральска площадку для отгрузки песка, отсюда вагонами песок отправляют на стекольные заводы стран СНГ (в частности, на заводы «Чуйгласс» и «Интергласс» в Кыргызстане, на завод «Кварц» в Узбекистане). Производительность карьера — 250 тысяч тонн в год, численность персонала — около 40 человек.
В Аральске ныне функционирует рыбоперерабытывающий комбинат «Камбала Балык» (производительность 300 тонн в год), расположенный на месте бывшего хлебозавода. В 2008 году планируется открыть в Аральском районе два рыбоперерабатывающих комбината: «Атамекен Холдинг» (проектная производительность — 8000 тонн в год) в Аральске и «Камбаш Балык» (250 тонн в год) в Камышлыбаше, которые будут использовать рыбу, добываемую в северной части Аральского моря (Малый Арал) и в озере Камышлыбаш.
В Аральском районе развивается племенное коневодство и верблюдоводство, производство кумыса и шубата.

## География
Площадь территории района — 68,4 тысяч км². Растительная зона — полынные и полынно-солянковые пустыни (песчаные, глинистые и солончаковые).
Среди песков произрастают астрагалы, джузгун, пырей и другие растения. Значительные площади заняты саксауловыми лесами. В пойме реки Сырдарьи — луговая растительность, а также тугайные леса (джидово-ивовые-джингилевые), тростниковые заросли, на солончаках — гребенщиковые заросли.
Животный мир района представлен в основном степными и водоплавающими птицами (утки, гуси, кулики), птицами пустынь (рябки, горлицы, майны) и др., копытными (сайгаки), хищными (лисы-корсаки, волки и др.), разнообразными грызунами, пресмыкающимися и т. п.
В результате обмеления резко выросла солёность Арала, что вызвало вымирание многих видов водной флоры и фауны, приспособленных к меньшей солёности. Море потеряло рыбохозяйственное значение. Аральское море являлось уникальным внутренним водоёмом на стыке крупнейших пустынь Средней Азии — Каракумов, Кызылкумов, Устюрта, Больших и Малых Барсуков и Приаральских Каракумов. Среди озёр Земного шара Арал в своё время занимал четвёртое место после Каспийского моря, озера Верхнее и озера Виктория.
«Барсакельмес» — заповедник в Аральском районе на одноимённом острове в Аральском море. Площадь его — 18,3 тыс. га. Пустынные ландшафты острова однообразны: преобладает полынно-солянковая растительность, встречаются изреженные заросли саксаульников и курганы на песчаных барханах. Флора острова насчитывает 165 видов растений. Животный мир довольно беден в видовом отношении, но имеет значительную плотность. Здесь обитают 12 видов млекопитающих (кулан, джейран, сайгак, корсак, лиса, волк, суслик-песчаник и другие), 7 видов пресмыкающихся и 202 вида птиц. В заповеднике ведутся научные исследования по изучению последствий падения уровня Аральского моря на растительность и животный мир Приаралья.

## Климат
Климат резко континентальный, пустынный, с продолжительным жарким и сухим летом и короткой малоснежной (но морозной) зимой. Средняя температура июля — около 26 °C, января — около −12 °C. Количество осадков — 100—120 мм в год (наименьшее в Казахстане).

## Население
По переписи населения 2022 года, район имеет наибольший процент казахского населения среди всех районов Казахстана .
Национальный состав (на начало Қазақстан Республикасы халқының жекелеген этностары бойынша саны (2022 жыл басына)]</ref> 2023 года):
- казахи — 99,91 %
- русские — 0,03 %
- другие — 0,06 %
- Всего — 78 687

## Административное деление
Аральский район состоит из 22 сельских округов, в которых находятся 57 сельских населённых пунктов, 1 городской администрации:
| Сельский округ / городская администрация | Населённые пункты |
| Аральская городская администрация        | город Аральск |
| Акирекский сельский округ                | село Акбай |
| Аманоткельский сельский округ            | село Аманоткель, село Аккулак, село Акшатау, село Хан |
| Аралкумский сельский округ               | станция Аралкум, станция Шомиш, село Мойнак |
| Бекбауылский сельский округ              | станция Бекбауыл, село Кумбазар, Разъезд 93 Укулисай |
| Беларанский сельский округ               | село Куланды |
| Богенский сельский округ                 | село Боген, село Карашалан, село Коне Боген |
| Жаксыкылышский сельский округ            | село Жаксыкылыш |
| Жанакурылысский сельский округ           | село Жанакурылыс |
| Сельский округ Жетес би                  | село Раим, село Ескиура, село Водокачка |
| Жинишкекумский сельский округ            | село Токабай |
| Камыстыбасский сельский округ            | станция Камыстыбас, Разъезд 92, Разъезд 91 |
| Каракумский сельский округ               | село Абай, село Еримбетжага, село Кокаша |
| Каратеренский сельский округ             | село Каратерен, село Жанаконыс, село Колжага, село Тастак |
| Косаманский сельский округ               | село Косаман, село Акеспе, село Бердыколь |
| Косжарский сельский округ                | село Косжар |
| Куландинский сельский округ              | село Акбасты |
| Мергенсайский сельский округ             | село Жаланаш, село Тастубек |
| Октябрьский сельский округ               | село Шижага, село Куршек |
| Раимский сельский округ                  | село Кызылжар, село Шомишколь |
| Саздинский сельский округ                | село Сазды |
| Саксаульский сельский округ              | село Саксаульский, Куландинский конный завод, станция Конту, Разъезд 86 Жалгызагаш, Разъезд 82 Курылык, Разъезд 85 Сарышыганак, Разъезд 83 Тербенбес, Разъезд 84 Кумсагиз |
| Сапакский сельский округ                 | станция Сапак, село Коктем, Разъезд 88 Тасбогет, Разъезд 87 Алтыкудык |

## Транспортные пути
По территории района проходит железная дорога Арыс I — Кандыагаш (двухпутная, ширококолейная, тяга тепловозная). От станции Аральское море на восток-северо-восток отходит однопутная железнодорожная ветвь протяжённостью 32 км, обслуживающая разработки поваренной соли и сульфата натрия в районе посёлка Жаксыкылыш.
В 2 км севернее города проходит магистральная автомобильная дорога Иргиз — Аральск — Айтеке-Би (участок автодороги М-32 Самара — Шымкент). Участок Новоказалинск — Аральск имеет асфальтовое покрытие. От Аральска до границы области асфальтовое шоссе, далее в сторону Иргиза и Карабутака грунтовая дорога находилась в сильно разбитом состоянии. В 2009 году начата реконструкция этой дороги в рамках строительства автобана «Западная Европа — Западный Китай». Общая протяжённость дороги составит 8445 км, из них 2787 км по территории Казахстана, одна треть из них (811 км) пройдёт по Кызылординской области.
До начала 1980-х годов было развито судоходство по реке Сырдарья и морское сообщение из порта Аральск с соседним Каракалпакстаном (порт Муйнак).

## Уроженцы
- Косанов, Амиржан Сагидрахманович
- Аймбетов, Абат Кайратович

## Достопримечательности
- Мавзолей Бекетай